# Liga Cultural de Fútbol Torneo Oficial 2022
La Liga Cultural de Fútbol es una liga regional de fútbol profesional de la Provincia de La Pampa (Argentina), afiliada a la AFA a través del Consejo Federal. Su sede está localizada en la calle Lucio V. Mansilla 215, de la ciudad de Santa Rosa. 
Organiza anualmente el Torneo Oficial de Liga, en sus divisiones "A" y "B"

## Torneo de Primera A
El Campeonato Oficial de la Liga Cultural de Fútbol de 2022 será la 95ª edición del torneo.

Del Campeonato participarán 26 equipos. El torneo se dividirá, como es habitual, en dos zonas, tomando como punto de referencia para agrupar los equipos en cada una de las zonas, la Ruta Provincial n.º 18.

La Zona Norte quedó conformada por trece (13) equipos, de las ciudades ubicadas al norte de la mencionada ruta; y la Zona Sur conformada por trece (13) equipos, de las ciudades ubicadas al sur de dicha Ruta Provincial.

El torneo comenzará en simultáneo en ambas Zonas, el día 17 de abril y cada una de ellas tendrá su campeón. El certamen finalizará con la disputa del partido de vuelta de la final entre los campeones de ambas zonas, que determinará al Campeón del Torneo Oficial de la Liga Cultural de Fútbol de 2022.

El torneo servirá además para clasificar al campeón al Torneo Regional Federal Amateur 2022-23; y asimismo a ocho equipos para el Torneo Provincial de Fútbol 2023.

## Clubes Participantes
| Club                                      | L | Fund       | Zona  | Loc                | Prov         | Estadio                    |
| ----------------------------------------- | - | ---------- | ----- | ------------------ | ------------ | -------------------------- |
| Club Atlético All Boys                    |   | 23/04/1923 | Norte | Santa Rosa         | La Pampa     | Dr. Ramón Turnes           |
| Club Atlético Santa Rosa                  |   | 02/06/1923 | Norte | Santa Rosa         | La Pampa     | Mateo Calderón             |
| Club General Belgrano                     |   | 28/04/1919 | Norte | Santa Rosa         | La Pampa     | Nuevo Rancho Grande        |
| Club Deportivo Mac Allister               |   | 18/02/1998 | Norte | Santa Rosa         | La Pampa     | Semillero Pampeano         |
| Club Social, Cultural y Deportivo Penales |   | 09/07/1939 | Norte | Santa Rosa         | La Pampa     | Colonia Penal              |
| Centro Social y Deportivo Anguilense      |   | 25/03/1934 | Norte | Anguil             | La Pampa     | Rubén "Mixto" Reine        |
| Club Independiente Doblas                 |   | 12/04/1925 | Norte | Doblas             | La Pampa     | Enrique Francisco Parodi   |
| Club Unión Miguel Riglos                  |   | 05/05/1975 | Norte | Miguel Riglos      | La Pampa     | Adolfo Suárez              |
| Club Social y Deportivo Winifreda         |   | 05/08/1946 | Norte | Winifreda          | La Pampa     | Dr. Miguel Eloy Baldovino  |
| Club Atlético Macachín                    |   | 12/11/1918 | Norte | Macachín           | La Pampa     | José Lizasuain             |
| Club Deportivo Uriburu                    |   | 01/05/1926 | Norte | Uriburu            | La Pampa     | Héctor Sánchez             |
| Club Unión Deportiva Campos               |   | 22/03/1944 | Norte | General Acha       | La Pampa     |                            |
| Club Atlético Guardia del Monte           |   | 01/01/1961 | Norte | Toay               | La Pampa     |                            |
| Club Villa Mengelle                       |   | 09/07/1910 | Sur   | Jacinto Aráuz      | La Pampa     | Centenario                 |
| Club Deportivo Independiente              |   | 10/06/1913 | Sur   | Jacinto Aráuz      | La Pampa     | Lido Malán                 |
| Club Atlético Huracán                     |   | 01/07/1943 | Sur   | Guatraché          | La Pampa     |                            |
| Club Atlético Pampero                     |   | 17/04/1955 | Sur   | Guatraché          | La Pampa     | Manuel Augusto Nieto       |
| Club Sportivo y Cultural                  |   | 12/04/1925 | Sur   | General San Martín | La Pampa     | Felipe Sibert              |
| Club Unión Deportiva Bernasconi           |   | 03/04/1944 | Sur   | Bernasconi         | La Pampa     | Carlos Javier Mac Allister |
| Club Deportivo Alpachiri                  |   | 30/08/1920 | Sur   | Alpachiri          | La Pampa     | Publio O. Álvarez          |
| Club Unión                                |   | 22/03/1944 | Sur   | General Campos     | La Pampa     | Carlos Florentino Yeger    |
| Club Atlético Argentino Junior            |   | 04/06/1946 | Sur   | Darregueira        | Buenos Aires | Pedro Carriere             |
| Club Darregueira                          |   | 01/04/1950 | Sur   | Darregueira        | Buenos Aires | Teodoro Torre              |
| Club Atlético Gimnasia y Esgrima          |   | 21/09/1948 | Sur   | Darregueira        | Buenos Aires | Juan Carlos Ceci           |
| Club Atlético Rampla Juniors              |   | 10/02/1953 | Sur   | Villa Iris         | Buenos Aires | René Nicanor Martínez      |
| Club Social y Deportivo Unión             |   | 22/06/1922 | Sur   | Villa Iris         | Buenos Aires |                            |

## Sorteo del Torneo
El sorteo del certamen, se realizó el 18 de marzo. Por primera vez en la historia, se llevó a cabo fuera de la sede oficial de la liga, en la ciudad de Santa Rosa, trasladándose hacia la ciudad de General Acha. El Teatro Padre Angel Buodo, de esa ciudad, fue el lugar elegido para la ceremonia.

En la oportunidad se determinó la fecha de inicio de los certámenes para el 17 de abril de 2022. Posteriormente se procedío al sorteo del Fixturer de los torneos de Primera División en sus Zonas Norte y Sur; y del campeonato de Primera "B" en su Zona Norte.

## Desarrollo del Torneo

### Zona Norte
Tras la temporada 2021, que fue optativa, volverá a participar del torneo el Deportivo Anguilense, que no había participado del anterior certamen. Asimismo volverán a Primera División, tras haber obtenido el ascenso en la temporada 2021, Unión Deportiva Campos y Deportivo Uriburu.

Por el contrario, certamen desistió de participar Deportivo Rivera -tampoco había participado en el torneo 2021-, institución que solicitó la desafiliación de la liga.

El torneo se jugará en un grupo único y por el sistema de liga o campeonato; los 13 equipos participantes se enfrentarán todos contra todos a dos ruedas independientes cada una de ellas, denominadas Apertura (la primera rueda) y Clausura (la segunda rueda) invirtiéndose en la segunda rueda la condición de local, con campeones por cada una de las etapas, y el fixturer se determinó por sorteo.

Finalizadas ambas mangas, el campeón del Apertura, se enfrentará al campeón del Clausura, para determinar al Campeón de la Zona Norte 2022; ambos equipos clasificarán además al torneo Provincial. 

Asimismo finalizadas ambas ruedas y confeccionada la tabla general de puntos, el equipo mejor ubicado (excluidos ambos campeones) clasificará al Torneo Provincial 2023; y los dos siguientes equipos clasificarán al "repechaje", en el que se enfrentarán contra dos equipos de la Zona Sur, en búsqueda de dos boletos más al Torneo Provincial. En tanto que el último en las posiciones descenderá a la Primera "B" de la Zona Norte, para la temporada 2023; y el anteúltimo jugará una serie de promoción ante el subcampeón 2022 de Primera "B", para evitar el descenso.

#### Fixturer Apertura
Fuente:
| Fecha 1 | Fecha 1            | Fecha 1           | Fecha 1 | Fecha 1               | Fecha 1 |
| Día     | Árbitro            | Equipo Local      | G       | Equipo Visitante      | G       |
| ------- | ------------------ | ----------------- | ------- | --------------------- | ------- |
| 17/04   | -                  | Dep. Uriburu      | -       | Libre                 | -       |
| 17/04   | Miguel Herrera     | Atl. Santa Rosa   | 0       | Unión Dep. Campos     | 2       |
| 17/04   | Gerardo Blackall   | General Belgrano  | 1       | Unión (Miguel Riglos) | 1       |
| 17/04   | Shair Salomón      | Dep. Penales      | 2       | Independiente         | 2       |
| 17/04   | Enzo Arias         | Dep. Winifreda    | 1       | Dep. Anguilense       | 0       |
| 17/04   | Santiago Sepúlveda | Atl. Macachín     | 2       | Guardia del Monte     | 1       |
| 27/04   | Lautaro Andino     | Dep. Mac Allister | 1       | All Boys              | 1       |

| Fecha 2 | Fecha 2          | Fecha 2               | Fecha 2 | Fecha 2           | Fecha 2 |
| Día     | Árbitro          | Equipo Local          | G       | Equipo Visitante  | G       |
| ------- | ---------------- | --------------------- | ------- | ----------------- | ------- |
| 24/04   | -                | Libre                 | -       | Dep. Anguilense   | -       |
| 24/04   | Sergio Vargas    | Guardia del Monte     | 0       | Dep. Winifreda    | 2       |
| 24/04   | Miguel Miranda   | All Boys              | 0       | Atl. Macachín     | 2       |
| 24/04   | Cristian Rubiano | Independiente         | 1       | Dep. Mac Allister | 1       |
| 24/04   | Neri Aliaga      | Unión (Miguel Riglos) | 1       | Dep. Penales      | 2       |
| 24/04   | Lautaro Andino   | Unión Dep. Campos     | 2       | General Belgrano  | 2       |
| 24/04   | Juan Carlos Mora | Dep. Uriburu          | 1       | Atl. Santa Rosa   | 0       |

| Fecha 3 | Fecha 3            | Fecha 3           | Fecha 3 | Fecha 3           | Fecha 3 |
| Día     | Árbitro            | Equipo Local      | G       | Equipo Visitante  | G       |
| ------- | ------------------ | ----------------- | ------- | ----------------- | ------- |
| 01/05   | -                  | Atl. Santa Rosa   | -       | Libre             | -       |
| 30/04   | Nicolás Mensi      | General Belgrano  | 2       | Dep. Uriburu      | 2       |
| 01/05   | Martín Lobo        | Dep. Penales      | 2       | Unión Dep. Campos | 2       |
| 01/05   | Santiago Sepúlveda | Dep. Mac Allister | 2       | Unión (M. Riglos) | 2       |
| 01/05   | Paolo Macchi       | Atl. Macachín     | 1       | Independiente     | 1       |
| 01/05   | Miguel Herrera     | Dep. Winifreda    | 0       | All Boys          | 2       |
| 01/05   | Emanuel Leguizamón | Dep. Anguilense   | 1       | Guardia del Monte | 1       |

| Fecha 4 | Fecha 4            | Fecha 4           | Fecha 4 | Fecha 4           | Fecha 4 |
| Día     | Árbitro            | Equipo Local      | G       | Equipo Visitante  | G       |
| ------- | ------------------ | ----------------- | ------- | ----------------- | ------- |
| 08/05   | -                  | Guardia del Monte | -       | Libre             | -       |
| 08/05   | Juan Figueroa      | All Boys          | 6       | Dep. Anguilense   | 0       |
| 08/05   | Nicolás Mensi      | Independiente     | 2       | Dep. Winifreda    | 1       |
| 08/05   | Matías Muñoz       | Unión (M. Riglos) | 0       | Atl. Macachín     | 0       |
| 08/05   | José Peralta       | Unión Dep. Campos | 0       | Dep. Mac Allister | 0       |
| 08/05   | Emanuel Leguizamón | Dep. Uriburu      | 0       | Dep. Penales      | 1       |
| 08/05   | César Benvenuto    | Atl. Santa Rosa   | 1       | General Belgrano  | 2       |

| Fecha 5 | Fecha 5        | Fecha 5           | Fecha 5 | Fecha 5              | Fecha 5 |
| Día     | Árbitro        | Equipo Local      | G       | Equipo Visitante     | G       |
| ------- | -------------- | ----------------- | ------- | -------------------- | ------- |
| 15/05   | -              | General Belgrano  | -       | Libre                | -       |
| 15/05   | Miguel Herrera | Dep. Penales      | 1       | Atl. Santa Rosa      | 3       |
| 15/05   | Matías Funes   | Dep. Mac Allister | 5       | Dep. Uriburu Uriburu | 0       |
| 15/05   | Juan Figueroa  | Atl. Macachín     | 0       | Unión Dep. Campos    | 3       |
| 15/05   | Shair Salomón  | Dep. Winifreda    | 1       | Unión (M. Riglos)    | 0       |
| 15/05   | Neri Aliaga    | Dep. Anguilense   | 5       | Independiente        | 4       |
| 15/05   | Matías Muñoz   | Guardia del Monte | 2       | All Boys             | 3       |

| Fecha 6 | Fecha 6          | Fecha 6           | Fecha 6 | Fecha 6           | Fecha 6 |
| Día     | Árbitro          | Equipo Local      | G       | Equipo Visitante  | G       |
| ------- | ---------------- | ----------------- | ------- | ----------------- | ------- |
| 22/05   | -                | Libre             | -       | All Boys          | -       |
| 22/05   | Martín Lobo      | Independiente     | 3       | Guardia del Monte | 0       |
| 22/05   | Juan Carlos Mora | Unión (M. Riglos) | 4       | Dep. Anguilense   | 3       |
| 22/05   | Cristian Rubiano | Unión Dep. Campos | 0       | Dep. Winifreda    | 0       |
| 22/05   | Paolo Macchi     | Dep. Uriburu      | 4       | Atl. Macachín     | 1       |
| 22/05   | Gerardo Blackall | Atl. Santa Rosa   | 0       | Dep. Mac Allister | 4       |
| 22/05   | Juan Figueroa    | General Belgrano  | 1       | Dep. Penales      | 0       |

| Fecha 7 | Fecha 7            | Fecha 7           | Fecha 7 | Fecha 7           | Fecha 7 |
| Día     | Árbitro            | Equipo Local      | G       | Equipo Visitante  | G       |
| ------- | ------------------ | ----------------- | ------- | ----------------- | ------- |
| 29/05   |                    | Dep. Penales      | -       | Libre             | -       |
| 29/05   | Miguel Herrera     | Dep. Mac Allister | 3       | General Belgrano  | 1       |
| 29/05   | Shair Salomón      | Atl. Macachín     | 2       | Atl. Santa Rosa   | 1       |
| 29/05   | Gerardo Blackall   | Dep. Winifreda    | 1       | Dep. Uriburu      | 1       |
| 29/05   | Matías Muñoz       | Dep. Anguilense   | 1       | Unión Dep. Campos | 0       |
| 29/05   | Emanuel Leguizamón | Guardia del Monte | 0       | Unión (M. Riglos) | 1       |
| 29/05   | Neri Aliaga        | All Boys          | 5       | Independiente     | 1       |

| Fecha 8 | Fecha 8            | Fecha 8           | Fecha 8 | Fecha 8           | Fecha 8 |
| Día     | Árbitro            | Equipo Local      | G       | Equipo Visitante  | G       |
| ------- | ------------------ | ----------------- | ------- | ----------------- | ------- |
| 05/06   | -                  | Libre             | -       | Independiente     | -       |
| 05/06   | Miguel Miranda     | Unión (M. Riglos) | 2       | All Boys          | 2       |
| 05/06   | Gerardo Castaño    | Unión Dep. Campos | 3       | Guardia del Monte | 1       |
| 05/06   | Martín Lobo        | Dep. Uriburu      | 2       | Dep. Anguilense   | 2       |
| 05/06   | Lautaro Andino     | Atl. Santa Rosa   | 0       | Dep. Winifreda    | 1       |
| 05/06   | Cristian Meritello | General Belgrano  | 2       | Atl. Macachín     | 2       |
| 05/06   | Paolo Macchi       | Dep. Penales      | 1       | Dep. Mac Allister | 2       |

| Fecha 9 | Fecha 9            | Fecha 9           | Fecha 9 | Fecha 9           | Fecha 9 |
| Día     | Árbitro            | Equipo Local      | G       | Equipo Visitante  | G       |
| ------- | ------------------ | ----------------- | ------- | ----------------- | ------- |
| 12/06   | -                  | Dep. Mac Allister | -       | Libre             | -       |
| 12/06   | Miguel Miranda     | Atl. Macachín     | 0       | Dep. Penales      | 0       |
| 12/06   | Gerardo Blackall   | Dep. Winifreda    | 1       | General Belgrano  | 4       |
| 12/06   | Esteban Zalaya     | Dep. Anguilense   | 4       | Atl. Santa Rosa   | 3       |
| 12/06   | Miguel Herrera     | Guardia del Monte | 2       | Dep. Uriburu      | 1       |
| 12/06   | Enzo Arias         | All Boys          | 2       | Unión Dep. Campos | 2       |
| 12/06   | Cristian Meritello | Independiente     | 3       | Unión (M. Riglos) | 1       |

| Fecha 10 | Fecha 10      | Fecha 10          | Fecha 10 | Fecha 10          | Fecha 10 |
| Día      | Árbitro       | Equipo Local      | G        | Equipo Visitante  | G        |
| -------- | ------------- | ----------------- | -------- | ----------------- | -------- |
| 19/06    |               | Unión (M. Riglos) | -        | Libre             | -        |
| 17/06    | Juan Figueroa | Dep. Mac Allister | 4        | Atl. Macachín     | 1        |
| 17/06    | Paolo Macchi  | General Belgrano  | 1        | Dep. Anguilense   | 2        |
| 18/06    | Matías Funes  | Dep. Uriburu      | 1        | All Boys          | 1        |
| 20/06    | Martín Lobo   | Unión Dep. Campos | 2        | Independiente     | 1        |
| 20/06    | Matías Muñoz  | Atl. Santa Rosa   | 0        | Guardia del Monte | 0        |
| 20/06    | Juan Blanco   | Dep. Penales      | 0        | Dep. Winifreda    | 1        |

| Fecha 11 | Fecha 11           | Fecha 11          | Fecha 11 | Fecha 11          | Fecha 11 |
| Día      | Árbitro            | Equipo Local      | G        | Equipo Visitante  | G        |
| -------- | ------------------ | ----------------- | -------- | ----------------- | -------- |
| 26/06    | -                  | Atl. Macachín     | -        | Libre             | -        |
| 26/06    | Martín Lobo        | Dep. Winifreda    | 1        | Dep. Mac Allister | 1        |
| 26/06    | Santiago Sepúlveda | Dep. Anguilense   | 1        | Dep. Penales      | 1        |
| 26/06    | Lautaro Andino     | Guardia del Monte | 3        | General Belgrano  | 2        |
| 26/06    | Juan Figueroa      | All Boys          | 1        | Atl. Santa Rosa   | 0        |
| 26/06    | José Peralta       | Independiente     | 0        | Dep. Uriburu      | 0        |
| 26/06    | Luis Galván        | Unión (M. Riglos) | 0        | Unión Dep. Campos | 0        |

| Fecha 12 | Fecha 12           | Fecha 12          | Fecha 12 | Fecha 12          | Fecha 12 |
| Día      | Árbitro            | Equipo Local      | G        | Equipo Visitante  | G        |
| -------- | ------------------ | ----------------- | -------- | ----------------- | -------- |
| 03/07    | -                  | Libre             | -        | Unión Dep. Campos | -        |
| 03/07    | Matías Muñoz       | Dep. Uriburu      | 0        | Unión (M. Riglos) | 0        |
| 03/07    | Shair Salomón      | Atl. Santa Rosa   | 2        | Independiente     | 2        |
| 03/07    | Cristian Meritello | General Belgrano  | 0        | All Boys          | 2        |
| 03/07    | Nicolás Mensi      | Dep. Penales      | 2        | Guardia del Monte | 0        |
| 03/07    | Matías Funes       | Dep. Mac Allister | 3        | Dep. Anguilense   | 2        |
| 03/07    | Paolo Macchi       | Atl. Macachín     | 2        | Dep. Winifreda    | 3        |

| Fecha 13 | Fecha 13         | Fecha 13          | Fecha 13 | Fecha 13          | Fecha 13 |
| Día      | Árbitro          | Equipo Local      | G        | Equipo Visitante  | G        |
| -------- | ---------------- | ----------------- | -------- | ----------------- | -------- |
| 10/07    | -                | Dep. Winifreda    | -        | Libre             | -        |
| 09/07    | Neri Aliaga      | Unión (M. Riglos) | 2        | Atl. Santa Rosa   | 2        |
| 10/07    | Paolo Macchi     | Guardia del Monte | 0        | Dep. Mac Allister | 4        |
| 10/07    | Martín Lobo      | All Boys          | 1        | Dep. Penales      | 0        |
| 10/07    | Gastón Amaray    | Independiente     | 3        | General Belgrano  | 0        |
| 10/07    | Lautaro Martínez | Dep. Anguilense   | 1        | Atl. Macachín     | 2        |
| 10/07    | Juan José Blanco | Unión Dep. Campos | 0        | Dep. Uriburu      | 2        |

1. ↑  Partido reprogramado porque Deportivo Mac Allister, dos día antes del inicio del Campeonato, jugó la final del Torneo Provincial 2022.[8]
2. ↑  El partido originalmente finalizó: All Boys 3 Macachín 2. Pero el Tribunal de Disciplina se lo dió por ganadao a Macachín 2  - 0, por la inclusión indebida en All Boys del jugador Facundo Montero, sin estar habilitado.[11]

| Tabla Posiciones Apertura Zona Norte |                                    |    |   |   |   |    |    |     |     |
| Pos                                  | Equipo                             | J  | G | E | P | GF | GC | Dif | Pts |
| 1                                    | Dep. Mac Allister (Santa Rosa) (C) | 12 | 7 | 5 | 0 | 30 | 10 | 20  | 26  |
| 2                                    | All Boys (Santa Rosa)              | 12 | 7 | 4 | 1 | 26 | 11 | 15  | 25  |
| 3                                    | Dep. Winifreda (Winifreda)         | 12 | 6 | 3 | 3 | 13 | 12 | 1   | 21  |
| 4                                    | Unión Dep. Campos (General Acha)   | 12 | 4 | 6 | 2 | 16 | 11 | 5   | 18  |
| 5                                    | Independiente (Doblas)             | 12 | 4 | 5 | 3 | 23 | 20 | 3   | 17  |
| 6                                    | Atl. Macachín (Macachín)           | 12 | 4 | 4 | 4 | 15 | 20 | -5  | 16  |
| 7                                    | Dep. Uriburu (Uriburu)             | 12 | 3 | 6 | 3 | 14 | 15 | -1  | 15  |
| 7                                    | Dep. Anguilense (Anguil)           | 12 | 4 | 3 | 5 | 22 | 28 | -6  | 15  |
| 9                                    | Deportivo Penales (Santa Rosa)     | 12 | 3 | 4 | 5 | 12 | 14 | -2  | 13  |
| 9                                    | Unión (Miguel Riglos)              | 12 | 2 | 7 | 3 | 14 | 16 | -2  | 13  |
| 9                                    | General Belgrano (Santa Rosa)      | 12 | 3 | 4 | 5 | 18 | 22 | -4  | 13  |
| 12                                   | Guardia del Monte (Toay)           | 12 | 2 | 2 | 8 | 10 | 24 | -14 | 8   |
| 13                                   | Atl. Santa Rosa (Santa Rosa)       | 12 | 1 | 3 | 8 | 12 | 22 | -10 | 6   |

| (C) | Clasificado: A la final de Zona Norte; Provincial 2023 y Torneo Regional Federal Amateur]]. |

| Goleadores | Goleadores          | Goleadores             | Goleadores |
| N°         | Jugador             | Equipo                 | G          |
| ---------- | ------------------- | ---------------------- | ---------- |
| 1          | Arturo Ghel         | Independiente          | 12         |
| 2          | Juan Manuel Sánchez | Deportivo Mac Allister | 8          |
| 3          | Jerónimo Gutiérrez  | All Boys               | 7          |
| 4          | Axel Pérez          | Atl. Santa Rosa        | 6          |
| 5          | Michel Miranda      | Unión (Riglos)         | 5          |
| 5          | Bruno García        | Dep. Penales           | 5          |
| 5          | Cristian Baldissoni | Deportivo Winifreda    | 5          |
| 5          | Fernando Muñoz      | Unión Dep. Campos      | 5          |
| 5          | Jonathan Campebell  | General Belgrano       | 5          |
| 5          | Eduardo Lezcano     | Deportivo Uriburu      | 5          |
| 6          | Gastón Sívori       | Atl. Macachín          | 4          |
| 6          | Rodrigo Bollea      | General Belgrano       | 4          |
| 6          | Hernán Claro        | All Boys               | 4          |
| 6          | Lucas Rodríguez     | Deportivo Mac Allister | 4          |
| 6          | Agustín Zanoni      | Deportivo Mac Allister | 4          |
| 6          | Emilio Ardohain     | Independiente          | 4          |

#### Fixturer Clausura
| Fecha 1 | Fecha 1            | Fecha 1           | Fecha 1 | Fecha 1           | Fecha 1 |
| Día     | Árbitro            | Equipo Local      | G       | Equipo Visitante  | G       |
| ------- | ------------------ | ----------------- | ------- | ----------------- | ------- |
| 24/07   | -                  | Libre             | -       | Dep. Uriburu      | -       |
| 23/07   | Matías Muñoz       | Unión (M. Riglos) | 4       | General Belgrano  | 1       |
| 24/07   | Sergio Vargas      | Unión Dep. Campos | 4       | Atl. Santa Rosa   | 0       |
| 24/07   | Paolo Macchi       | Independiente     | 1       | Dep. Penales      | 0       |
| 24/07   | Enzo Arias         | All Boys          | 1       | Dep. Mac Allister | 1       |
| 24/07   | Luis Galván        | Guardia del Monte | 1       | Atl. Macachín     | 2       |
| 24/07   | Emanuel Leguizamón | Dep. Anguilense   | 1       | Dep. Winifreda    | 3       |

| Fecha 2 | Fecha 2            | Fecha 2           | Fecha 2 | Fecha 2           | Fecha 2 |
| Día     | Árbitro            | Equipo Local      | G       | Equipo Visitante  | G       |
| ------- | ------------------ | ----------------- | ------- | ----------------- | ------- |
| 31/07   | -                  | Dep. Anguilense   | -       | Libre             | -       |
| 31/07   | Paolo Macchi       | Dep. Winifreda    | 3       | Guardia del Monte | 0       |
| 31/07   | Shair Salomón      | Atl. Macachín     | 0       | All Boys          | 4       |
| 31/07   | Juan José Blanco   | Dep. Mac Allister | 2       | Independiente     | 0       |
| 31/07   | Jonathan Delatorre | Dep. Penales      | 1       | Unión (M. Riglos) | 1       |
| 31/07   | Gerardo Blackall   | General Belgrano  | 5       | Unión Dep. Campos | 1       |
| 31/07   | Juan Figueroa      | Atl. Santa Rosa   | 1       | Dep. Uriburu      | 0       |

| Fecha 3 | Fecha 3          | Fecha 3           | Fecha 3 | Fecha 3           | Fecha 3 |
| Día     | Árbitro          | Equipo Local      | G       | Equipo Visitante  | G       |
| ------- | ---------------- | ----------------- | ------- | ----------------- | ------- |
| 14/08   | -                | Libre             | -       | Atl. Santa Rosa   | -       |
| 13/08   | Paolo Machi      | Dep. Uriburu      | 2       | General Belgrano  | 2       |
| 14/08   | Cristian Rambur  | Unión Dep. Campos | 1       | Dep. Penales      | 0       |
| 14/08   | Matías Funes.    | Unión (M. Riglos) | 2       | Dep. Mac Allister | 4       |
| 14/08   | Diego Pereyra    | Independiente     | 1       | Atl. Macachín     | 1       |
| 14/08   | Matías Muñoz     | All Boys          | 1       | Dep. Winifreda    | 1       |
| 14/08   | Juan José Blanco | Guardia del Monte | 1       | Dep. Anguilense   | 1       |

| Fecha 4 | Fecha 4            | Fecha 4           | Fecha 4 | Fecha 4           | Fecha 4 |
| Día     | Árbitro            | Equipo Local      | G       | Equipo Visitante  | G       |
| ------- | ------------------ | ----------------- | ------- | ----------------- | ------- |
| 21/08   | -                  | Guardia del Monte | -       | Libre             | -       |
| 21/08   | Neri Aliaga        | Dep. Anguilense   | 1       | All Boys          | 3       |
| 21/08   | Cristian Rubiano   | Dep. Winifreda    | 3       | Independiente     | 1       |
| 21/08   | Martín Lobo        | Atl. Macachín     | 0       | Unión (M. Riglos) | 3       |
| 21/08   | Cristian Meritello | Dep. Mac Allister | 4       | Unión Dep. Campos | 1       |
| 21/08   | Nicolás Mensi      | Dep. Penales      | 1       | Dep. Uriburu      | 2       |
| 21/08   | Juan José Blanco   | General Belgrano  | 2       | Atl. Santa Rosa   | 1       |

| Fecha 5 | Fecha 5            | Fecha 5           | Fecha 5 | Fecha 5           | Fecha 5 |
| Día     | Árbitro            | Equipo Local      | G       | Equipo Visitante  | G       |
| ------- | ------------------ | ----------------- | ------- | ----------------- | ------- |
| 28/08   | -                  | Libre             | -       | General Belgrano  | -       |
| 28/08   | Santiago Sepúlveda | Atl. Santa Rosa   | 2       | Dep. Penales      | 2       |
| 28/08   | Shair Salomón      | Dep. Uriburu      | 3       | Dep. Mac Allister | 3       |
| 28/08   | Gerardo Blackall   | Unión Dep. Campos | 1       | Atl. Macachín     | 4       |
| 28/08   | Juan Figueroa      | Unión (M. Riglos) | 3       | Dep. Winifreda /  | 1       |
| 28/08   | Enzo Arias         | Independiente     | 3       | Dep. Anguilense   | 0       |
| 28/08   | Matías Funes       | All Boys          | 4       | Guardia del Monte | 0       |

| Fecha 6 | Fecha 6              | Fecha 6           | Fecha 6 | Fecha 6           | Fecha 6 |
| Día     | Árbitro              | Equipo Local      | G       | Equipo Visitante  | G       |
| ------- | -------------------- | ----------------- | ------- | ----------------- | ------- |
| 04/09   | -                    | All Boys          | -       | Libre             | -       |
| 04/09   | Paolo Macchi         | Guardia del Monte | 0       | Independiente     | 2       |
| 04/09   | Matías Muñoz         | Dep. Anguilense   | 2       | Unión (M. Riglos) | 1       |
| 04/09   | Shair Salomón        | Dep. Winifreda    | 2       | Unión Dep. Campos | 1       |
| 04/09   | Juan Manuel Figueroa | Atl. Macachín     | 2       | Dep. Uriburu      | 3       |
| 04/09   | Diego Pereyra        | Dep. Mac Allister | 5       | Atl. Santa Rosa   | 3       |
| 04/09   | Nicolás Mensi        | Dep. Penales      | 2       | General Belgrano  | 3       |

| Fecha 7 | Fecha 7            | Fecha 7           | Fecha 7 | Fecha 7           | Fecha 7 |
| Día     | Árbitro            | Equipo Local      | G       | Equipo Visitante  | G       |
| ------- | ------------------ | ----------------- | ------- | ----------------- | ------- |
| 11/09   |                    | Libre             | -       | Dep. Penales      | -       |
| 11/09   | Santiago Sepúlveda | General Belgrano  | 1       | Dep. Mac Allister | 3       |
| 11/09   | Martín Lobo        | Atl. Santa Rosa   | 0       | Atl. Macachín     | 1       |
| 11/09   | Juan Carlos Mora   | Dep. Uriburu      | 0       | Dep. Winifreda    | 0       |
| 11/09   | Lucas D'onofrio    | Unión Dep. Campos | 1       | Dep. Anguilense   | 1       |
| 11/09   | Juan José Blanco   | Unión (M. Riglos) | 1       | Guardia del Monte | 3       |
| 11/09   | Juan M. Figueroa   | Independiente     | 1       | All Boys          | 1       |

| Fecha 8 | Fecha 8            | Fecha 8           | Fecha 8 | Fecha 8           | Fecha 8 |
| Día     | Árbitro            | Equipo Local      | G       | Equipo Visitante  | G       |
| ------- | ------------------ | ----------------- | ------- | ----------------- | ------- |
| 25/09   |                    | Independiente     | -       | Libre             | -       |
| 25/09   | Miguel Herrera     | All Boys          | 3       | Unión (M. Riglos) | 1       |
| 25/09   | Santiago Sepúlveda | Guardia del Monte | 0       | Unión Dep. Campos | 3       |
| 25/09   | Juan Blanco        | Dep. Anguilense   | 1       | Dep. Uriburu      | 0       |
| 25/09   | Matías Funes       | Dep. Winifreda    | 1       | Atl. Santa Rosa   | 2       |
| 25/09   | Emanuel Leguizamón | Atl. Macachín     | 3       | General Belgrano  | 1       |
| 25/09   | Ezequiel Villalba  | Dep. Mac Allister | 3       | Dep. Penales      | 2       |

| Fecha 9 | Fecha 9              | Fecha 9           | Fecha 9 | Fecha 9           | Fecha 9 |
| Día     | Árbitro              | Equipo Local      | G       | Equipo Visitante  | G       |
| ------- | -------------------- | ----------------- | ------- | ----------------- | ------- |
| 02/10   |                      | Libre             | -       | Dep. Mac Allister | -       |
| 02/10   | Paolo Macchi         | Dep. Penales      | 0       | Atl. Macachín     | 0       |
| 02/10   | César Benvenuto      | General Belgrano  | 3       | Dep. Winifreda    | 1       |
| 02/10   | Cristian Rubiano     | Atl. Santa Rosa   | 1       | Dep. Anguilense   | 1       |
| 02/10   | Esteban Zalaya       | Dep. Uriburu      | 2       | Guardia del Monte | 0       |
| 02/10   | Juan Blanco          | Unión Dep. Campos | 2       | All Boys          | 3       |
| 02/10   | Jonathan De La Torre | Unión (M. Riglos) | 1       | Independiente     | 2       |

| Fecha 10 | Fecha 10           | Fecha 10          | Fecha 10 | Fecha 10          | Fecha 10 |
| Día      | Árbitro            | Equipo Local      | G        | Equipo Visitante  | G        |
| -------- | ------------------ | ----------------- | -------- | ----------------- | -------- |
| 07/10    |                    | Libre             | -        | Unión (M. Riglos) | -        |
| 07/10    | Santiago Sepúlveda | Independiente     | 1        | Unión Dep. Campos | 3        |
| 07/10    | Cristian Rubiano   | Atl. Macachín     | 3        | Dep. Mac Allister | 2        |
| 08/10    | Matías Funes       | All Boys          | 2        | Dep. Uriburu      | 0        |
| 19/10    | Matías Muñoz       | Guardia del Monte | 2        | Atl. Santa Rosa   | 1        |
| 09/10    | Juan Blanco        | Dep. Winifreda    | 1        | Dep. Penales      | 0        |
| 10/10    | Cristian Meritello | Dep. Anguilense   | 0        | General Belgrano  | 1        |

| Fecha 11 | Fecha 11           | Fecha 11          | Fecha 11 | Fecha 11          | Fecha 11 |
| Día      | Árbitro            | Equipo Local      | G        | Equipo Visitante  | G        |
| -------- | ------------------ | ----------------- | -------- | ----------------- | -------- |
| 16/10    |                    | Atl. Macachín     | -        | Libre             | -        |
| 12/10    | Cristian Meritello | Atl. Santa Rosa   | 1        | All Boys          | 0        |
| 12/10    | Lautaro Andino     | Dep. Mac Allister | 2        | Dep. Winifreda    | 3        |
| 15/10    | Sergio Vargas      | General Belgrano  | 3        | Guardia del Monte | 0        |
| 15/10    | Neri Aliaga        | Dep. Uriburu      | 1        | Independiente     | 1        |
| 16/10    | Miguel Miranda     | Dep. Penales      | 1        | Dep. Anguilense   | 1        |
| 16/10    | Enzo Arias         | Unión Dep. Campos | 4        | Unión (M. Riglos) | 1        |

| Fecha 12 | Fecha 12           | Fecha 12          | Fecha 12 | Fecha 12          | Fecha 12 |
| Día      | Árbitro            | Equipo Local      | G        | Equipo Visitante  | G        |
| -------- | ------------------ | ----------------- | -------- | ----------------- | -------- |
| 23/10    | -                  | Libre             | -        | Unión Dep. Campos | -        |
| 19/10    | Malvina Schiel     | All Boys          | 2        | General Belgrano  | 1        |
| 19/10    | Martín Lobos       | Dep. Anguilense   | 0        | Dep. Mac Allister | 1        |
| 23/10    | Gastón Amaray      | Unión (M. Riglos) | 1        | Dep. Uriburu      | 1        |
| 23/10    | Juan Blanco        | Independiente     | 0        | Atl. Santa Rosa   | 0        |
| 23/10    | Cristian Meritello | Guardia del Monte | 1        | Dep. Penales      | 3        |
| 23/10    | Enzo Arias         | Dep. Winifreda    | 2        | Atl. Macachín     | 1        |

| Fecha 13 | Fecha 13          | Fecha 13 | Fecha 13          | Fecha 13 |
| Día      | Equipo Visitante  | Goles    | Equipo Local      | Goles    |
| -------- | ----------------- | -------- | ----------------- | -------- |
| 09/10    | Libre             | -        | Dep. Winifreda    | -        |
| 09/10    | Dep. Anguilense   | 5        | Atl. Macachín     | 1        |
| 09/10    | Guardia del Monte | 6        | Dep. Mac Allister | 1        |
| 09/10    | All Boys          | 1        | Dep. Penales      | 5        |
| 09/10    | Independiente     | 0        | General Belgrano  | 1        |
| 09/10    | Atl. Santa Rosa   | 3        | Unión (M. Riglos) | 1        |
| 09/10    | Dep. Uriburu      | 1        | Unión Dep. Campos | 0        |

1. ↑  Partido suspendido por incidentes fuera del estadio, causados por la hinchada visitante. Se reprogramó para el 19/10, sólo con publico local.

| Tabla Posiciones Clausura Zona Norte |                                  |    |   |   |   |    |    |     |     |
| Pos                                  | Equipo                           | J  | G | E | P | GF | GC | Dif | Pts |
| 1                                    | All Boys (Santa Rosa)            | 12 | 8 | 3 | 1 | 30 | 11 | 19  | 27  |
| 2                                    | Dep. Mac Allister (Santa Rosa)   | 12 | 8 | 2 | 2 | 35 | 19 | 16  | 26  |
| 3                                    | Dep. Winifreda (Winifreda)       | 12 | 7 | 2 | 3 | 21 | 15 | 6   | 23  |
| 4                                    | Atl. Macachín (Macachín)         | 12 | 6 | 2 | 4 | 22 | 20 | 2   | 20  |
| 5                                    | General Belgrano (Santa Rosa)    | 12 | 6 | 1 | 5 | 23 | 19 | 4   | 19  |
| 5                                    | Independiente (Doblas)           | 12 | 5 | 4 | 3 | 15 | 13 | 2   | 19  |
| 7                                    | Dep. Uriburu (Uriburu)           | 12 | 4 | 5 | 3 | 15 | 14 | 1   | 17  |
| 8                                    | Unión Dep. Campos (General Acha) | 12 | 5 | 1 | 6 | 22 | 22 | 0   | 16  |
| 9                                    | Atl. Santa Rosa (Santa Rosa)     | 12 | 4 | 3 | 5 | 15 | 19 | -4  | 15  |
| 10                                   | Unión (Miguel Riglos)            | 12 | 3 | 2 | 7 | 20 | 25 | -5  | 11  |
| 11                                   | Dep. Anguilense (Anguil)         | 12 | 2 | 4 | 6 | 10 | 21 | -11 | 10  |
| 12                                   | Deportivo Penales (Santa Rosa)   | 12 | 1 | 4 | 7 | 13 | 21 | -8  | 7   |
| 13                                   | Guardia del Monte (Toay)         | 12 | 2 | 1 | 9 | 9  | 31 | -22 | 7   |

| Goleadores | Goleadores         | Goleadores             | Goleadores |
| N°         | Jugador            | Equipo                 | G          |
| ---------- | ------------------ | ---------------------- | ---------- |
| 1          | Enzo Furch         | Dep. Winifreda         | 10         |
| 2          | Luciano Andrada    | General Belgrano       | 8          |
| 3          | Juan Flores Rossi  | All Boys               | 6          |
| 3          | Gastón Palma       | All Boys               | 6          |
| 3          | Fernando Muñoz     | Unión Dep. Campos      | 6          |
| 6          | Tiago Costenla     | Unión Riglos           | 4          |
| 6          | Leandro Hidalgo    | Unión Riglos           | 4          |
| 6          | Ignacio Zúñiga     | Dep. Mac Allister      | 4          |
| 6          | Lucas Rodríguez    | Dep. Mac Allister      | 4          |
| 6          | Matías Sosa        | Dep. Mac Allister      | 4          |
| 6          | Agustín Zanoni     | Dep. Mac Allister      | 4          |
| 6          | Juan Sánchez       | Dep. Mac Allister      | 4          |
| 6          | Eduardo Barcar     | Independiente (Doblas) | 4          |
| 6          | Arturo Gehl        | Independiente (Doblas) | 4          |
| 6          | Yamil Abraham      | Dep.Penales            | 4          |
| 6          | Rodrigo Bollea     | General Belgrano       | 4          |
| 6          | Lucas Cardozo      | Atl. Macachín          | 4          |
| 6          | Gastón Sívori      | Atl. Macachín          | 4          |
| 6          | Jerónimo Gutiérrez | All Boys               | 4          |
| 6          | Juan Cruz Suárez   | Guardia del Monte      | 4          |

### Zona Sur
El torneo de la Zona Sur se jugará en dos etapas.

En la primera etapa se enfrentarán en un grupo único, los trece (13) equipos, todos contra todos a una sola rueda. Finalizada la misma el campeón del torneo clasificará a la final de la Zona Sur y al Provincial 2023.

Además, la totalidad de los equipos, a excepción del último posicionado en la tabla de ubicaciones -que quedará elminado y finalizará su temporada-, avanzarán a la siguiente instancia.

En la segunda etapa, se conformarán tres grupos, el "A" quedará integrado por los equipos ubicados en los puestos 1, 4 7 y 10; el "B" quedará conformado por los equipos ubicados en las posiciones 2, 5, 8 y 11; y el "C" quedará integrado por los equipos ubicados en los puestos 3, 6, 9 y 12. Allí se enfrentarán todos contra todos, dentro del mismo grupo, a dos ruedas, invirtiéndose en la segunda rueda la condición de local. Finalizada la etapa, se jugará una liguilla, a la que accederán, el ganador de cada uno de los grupos y únicamente el mejor segundo, quedando eliminados el resto de los equipos.

En la instancia siguiente se enfrentarán, los cuatro equipos clasificados en semifinales, en series de partidos de ida y vuelta. Los ganadores de las semifinales accderán a jugar la final de la liguilla de la segunda etapa de la Zona Sur.

El ganador será el Campeón del Clausura, se adjudicará un cupo en el  Provincial 2023, y además clasificará a la final de la Zona Sur para enfrentar al Campeón del Apertura, para determinar finalmente al Campeón de la Zona Sur 2022 de la Liga Cultural de Fútbol.

#### Primera Etapa Zona Sur

##### Fixturer
Fuente:
| Fecha 1 | Fecha 1                  | Fecha 1 | Fecha 1               | Fecha 1 | Fecha 1 |
| Día     | Equipo Local             | Goles   | Equipo Visitante      | Goles   |         |
| ------- | ------------------------ | ------- | --------------------- | ------- | ------- |
| 17/04   | Gimnasia y Esgrima       | -       | Libre                 | -       |         |
| 16/04   | Unión (G. Campos)        | 4       | Dep. Alpachiri        | 1       |         |
| 16/04   | Sportivo y Cultural      | 0       | Unión Dep. Bernasconi | 3       |         |
| 17/04   | Independiente (J. Arauz) | 3       | Pampero               | 2       |         |
| 17/04   | Huracán                  | 4       | Villa Mengelle        | 1       |         |
| 17/04   | Rampla Juniors           | 0       | Argentino Juniors     | 3       |         |
| 17/04   | Club Darregueira         | 3       | Unión (Villa Iris)    | 1       |         |

| Fecha 2 | Fecha 2             | Fecha 2 | Fecha 2                  | Fecha 2 |
| Día     | Equipo Local        | Goles   | Equipo Visitante         | Goles   |
| ------- | ------------------- | ------- | ------------------------ | ------- |
| 24/04   | Libre               | -       | Deportivo Alpachiri      | -       |
| 23/04   | Unión (G. Campos)   | 4       | Argentino Junior         | 1       |
| 24/04   | Villa Mengelle      | 2       | Rampla Juniors           | 1       |
| 24/04   | Unión D. Bernasconi | 1       | Huracán                  | 1       |
| 24/04   | Pampero (Guatraché) | 4       | Sportivo y Cultural      | 0       |
| 24/04   | Unión (V. Iris)     | 1       | Independiente (J. Arauz) | 3       |
| 24/04   | Gimnasia y Esgrima  | 2       | Club Darregueira         | 1       |

| Fecha 3 | Fecha 3             | Fecha 3 | Fecha 3             | Fecha 3 |
| Día     | Equipo Local        | Goles   | Equipo Visitante    | Goles   |
| ------- | ------------------- | ------- | ------------------- | ------- |
| 01/05   | Libre               | -       | Club Darregueira    | -       |
| 30/04   | Unión (G. Campos)   | 4       | Villa Mengelle      | 1       |
| 30/04   | Sportivo y Cultural | 1       | Unión (Villa Iris)  | 1       |
| 01/05   | Hracán              | 1       | Pampero             | 2       |
| 01/05   | Rampla Juniors      | 0       | Unión D. Bernasconi | 9       |
| 01/05   | Independiente       | 0       | Gimnasia y Esgrima  | 4       |
| 01/05   | Deportivo Alpachiri | 0       | Argentino Junior    | 0       |

| Fecha 4 | Fecha 4             | Fecha 4 | Fecha 4                  | Fecha 4 |
| Día     | Equipo Local        | Goles   | Equipo Visitante         | Goles   |
| ------- | ------------------- | ------- | ------------------------ | ------- |
| 08/05   | Argentino Junior    | -       | Libre                    | -       |
| 07/05   | Gimnasia y Esgrima  | 5       | Sportivo y Cultural      | 1       |
| 08/05   | Unión D. Bernasconi | 2       | Unión (G. Campos)        | 1       |
| 08/05   | Pampero (Guatraché) | 2       | Rampla Juniors           | 1       |
| 08/05   | Unión (V. Iris)     | 1       | Huracán                  | 1       |
| 08/05   | Villa Mengelle      | 2       | Deportivo Alpachiri      | 2       |
| 08/05   | Club Darregueira    | 3       | Independiente (J. Arauz) | 3       |

| Fecha 5 | Fecha 5             | Fecha 5 | Fecha 5                  | Fecha 5 |
| Día     | Equipo Local        | Goles   | Equipo Visitante         | Goles   |
| ------- | ------------------- | ------- | ------------------------ | ------- |
| 15/05   | Libre               | -       | Independiente (J. Arauz) | -       |
| 15/05   | Argentino Junior    | 2       | Villa Mengelle           | 1       |
| 15/05   | Deportivo Alpachiri | 1       | Unión D. Bernasconi      | 1       |
| 15/05   | Unión (G. Campos)   | 0       | Pampero (Guatraché)      | 0       |
| 15/05   | Rampla Juniors      | 2       | Unión (V. Iris)          | 3       |
| 15/05   | Huracán             | 1       | Gimnasia y Esgrima       | 2       |
| 15/05   | Sportivo y Cultural | 1       | Club Darregueira         | 0       |

| Fecha 6 | Fecha 6                  | Fecha 6 | Fecha 6             | Fecha 6 |
| Día     | Equipo Local             | Goles   | Equipo Visitante    | Goles   |
| ------- | ------------------------ | ------- | ------------------- | ------- |
| 22/05   | Villa Mengelle           | -       | Libre               | -       |
| 21/05   | Club Darregueira         | 3       | Huracán             | 2       |
| 22/05   | Pampero (Guatraché)      | 1       | Deportivo Alpachiri | 1       |
| 22/05   | Unión (V. Iris)          | 2       | Unión (G. Campos)   | 1       |
| 22/05   | Gimnasia y Esgrima       | 3       | Rampla Juniors      | 3       |
| 22/05   | Unión D. Bernasconi      | 2       | Argentino Junior    | 1       |
| 22/05   | Independiente (J. Arauz) | 2       | Sportivo y Cultural | 1       |

| Fecha 7 | Fecha 7             | Fecha 7 | Fecha 7                  | Fecha 7 |
| Día     | Equipo Local        | Goles   | Equipo Visitante         | Goles   |
| ------- | ------------------- | ------- | ------------------------ | ------- |
| 29/05   | Libre               | -       | Sportivo y Cultural      | -       |
| 29/05   | Villa Mengelle      | 1       | Unión D. Bernasconi      | 2       |
| 29/05   | Argentino Junior    | 1       | Pampero (Guatraché)      | 3       |
| 29/05   | Deportivo Alpachiri | 2       | Unión (V. Iris)          | 0       |
| 29/05   | Unión (G. Campos)   | 2       | Gimnasia y Esgrima       | 2       |
| 29/05   | Rampla Juniors      | 3       | Club Darregueira         | 2       |
| 29/05   | Huracán             | 2       | Independiente (J. Arauz) | 1       |

| Fecha 8 | Fecha 8                  | Fecha 8 | Fecha 8             | Fecha 8 |
| Día     | Equipo Local             | Goles   | Equipo Visitante    | Goles   |
| ------- | ------------------------ | ------- | ------------------- | ------- |
| 05/06   | Libre                    | -       | Unión D. Bernasconi | -       |
| 05/06   | Pampero (Guatraché)      | 3       | Villa Mengelle      | 0       |
| 05/06   | Unión (V. Iris)          | 3       | Argentino Junior    | 1       |
| 05/06   | Gimnasia y Esgrima       | 1       | Deportivo Alpachiri | 0       |
| 05/06   | Independiente (J. Arauz) | 5       | Rampla Juniors      | 2       |
| 05/06   | Sportivo y Cultural      | 1       | Huracán             | 1       |
| 17/06   | Club Darregueira         | 0       | Unión (G. Campos)   | 1       |

| Fecha 9 | Fecha 9             | Fecha 9 | Fecha 9                  | Fecha 9 |
| Día     | Equipo Local        | Goles   | Equipo Visitante         | Goles   |
| ------- | ------------------- | ------- | ------------------------ | ------- |
| 12/06   | Libre               | -       | Huracán                  | -       |
| 12/06   | Unión D. Bernasconi | 1       | Pampero (Guatraché)      | 1       |
| 12/06   | Villa Mengelle      | 0       | Unión (V. Iris)          | 0       |
| 12/06   | Deportivo Alpachiri | 3       | Club Darregueira         | 0       |
| 12/06   | Unión (G. Campos)   | 1       | Independiente (J. Arauz) | 2       |
| 12/06   | Rampla Juniors      | 0       | Sportivo y Cultural      | 1       |
| 20/06   | Argentino Junior    | 0       | Gimnasia y Esgrima       | 1       |

| Fecha 10 | Fecha 10                 | Fecha 10 | Fecha 10            | Fecha 10 |
| Día      | Equipo Local             | Goles    | Equipo Visitante    | Goles    |
| -------- | ------------------------ | -------- | ------------------- | -------- |
| 26/06    | Libre                    | -        | Pampero (Guatraché) | -        |
| 26/06    | Unión (V. Iris)          | 2        | Unión D. Bernasconi | 3        |
| 26/06    | Gimnasia y Esgrima       | 5        | Villa Mengelle      | 2        |
| 26/06    | Club Darregueira         | 3        | Argentino Junior    | 1        |
| 26/06    | Independiente (J. Arauz) | 2        | Deportivo Alpachiri | 3        |
| 26/06    | Sportivo y Cultural      | 0        | Unión (G. Campos)   | 1        |
| 26/06    | Huracán                  | 4        | Rampla Juniors      | 0        |

| Fecha 11 | Fecha 11            | Fecha 11 | Fecha 11                 | Fecha 11 |
| Día      | Equipo Local        | Goles    | Equipo Visitante         | Goles    |
| -------- | ------------------- | -------- | ------------------------ | -------- |
| 03/07    | Libre               | -        | Rampla Juniors           | -        |
| 03/07    | Pampero (Guatraché) | 4        | Unión (V. Iris)          | 3        |
| 03/07    | Unión D. Bernasconi | 0        | Gimnasia y Esgrima       | 0        |
| 03/07    | Club Darregueira    | 2        | Villa Mengelle           | 1        |
| 03/07    | Argentino Junior    | 0        | Independiente (J. Arauz) | 1        |
| 03/07    | Deportivo Alpachiri | 1        | Sportivo y Cultural      | 1        |
| 03/07    | Unión (G. Campos)   | 4        | Huracán                  | 3        |

| Fecha 12 | Fecha 12                 | Fecha 12 | Fecha 12            | Fecha 12 |
| Día      | Equipo Local             | Goles    | Equipo Visitante    | Goles    |
| -------- | ------------------------ | -------- | ------------------- | -------- |
| 10/07    | Unión (V. Iris)          | -        | Libre               | -        |
| 10/07    | Rampla Juniors           | 2        | Unión (G. Campos)   | 3        |
| 10/07    | Huracán                  | 0        | Deportivo Alpachiri | 3        |
| 10/07    | Sportivo y Cultural      | 4        | Argentino Junior    | 0        |
| 10/07    | Independiente (J. Arauz) | 4        | Villa Mengelle      | 3        |
| 10/07    | Club Darregueira         | 0        | Unión D. Bernasconi | 1        |
| 10/07    | Gimnasia y Esgrima       | 0        | Pampero (Guatraché) | 1        |

| Fecha 13 | Fecha 13            | Fecha 13 | Fecha 13                 | Fecha 13 |
| Día      | Equipo Local        | Goles    | Equipo Visitante         | Goles    |
| -------- | ------------------- | -------- | ------------------------ | -------- |
| 17/07    | Unión (G. Campos)   | -        | Libre                    | -        |
| 17/07    | Deportivo Alpachiri | 3        | Rampla Juniors           | 0        |
| 17/07    | Argentino Junior    | 2        | Huracán                  | 0        |
| 17/07    | Villa Mengelle      | 2        | Sportivo y Cultural      | 3        |
| 17/07    | Unión D. Bernasconi | 1        | Independiente (J. Arauz) | 0        |
| 17/07    | Pampero (Guatraché) | 4        | Club Darregueira         | 0        |
| 17/07    | Unión (V. Iris)     | 0        | Gimnasia y Esgrima       | 1        |

| Tabla Posiciones Apertura Zona Sur |                          |    |   |   |    |    |    |     |     |
| Pos                                | Equipo                   | J  | G | E | P  | GF | GC | Dif | Pts |
| 1                                  | Unión D. Bernasconi (C)  | 12 | 8 | 4 | 0  | 26 | 8  | 18  | 28  |
| 2                                  | Pampero (Guatraché)      | 12 | 8 | 3 | 1  | 27 | 11 | 16  | 27  |
| 2                                  | Gimnasia y Esgrima       | 12 | 8 | 3 | 1  | 26 | 11 | 15  | 27  |
| 4                                  | Unión (G. Campos)        | 12 | 7 | 2 | 3  | 26 | 16 | 10  | 23  |
| 5                                  | Independiente (J. Arauz) | 12 | 7 | 1 | 4  | 26 | 23 | 3   | 22  |
| 6                                  | Dep. Alpachiri           | 12 | 5 | 5 | 2  | 20 | 12 | 8   | 20  |
| 7                                  | Sportivo y Cultural      | 12 | 4 | 3 | 5  | 14 | 20 | -6  | 15  |
| 8                                  | Club Darregueira         | 12 | 4 | 1 | 7  | 17 | 23 | -6  | 13  |
| 9                                  | Huracán                  | 12 | 3 | 3 | 6  | 21 | 19 | 2   | 12  |
| 9                                  | Unión (V. Iris)          | 12 | 3 | 3 | 6  | 17 | 22 | -5  | 12  |
| 11                                 | Argentino Junior         | 12 | 3 | 1 | 8  | 10 | 23 | -13 | 10  |
| 12                                 | Villa Mengelle           | 12 | 1 | 2 | 9  | 16 | 32 | -16 | 5   |
| 13                                 | Rampla Juniors           | 12 | 1 | 1 | 10 | 14 | 40 | -26 | 4   |

| (C) | Clasificado: A la final de Zona Sur; Provincial 2023 y Torneo Regional Federal Amateur. |

1. ↑  Partido postergado y programado para otra fecha para poder garantizar la seguridad policial; dado que el mismo día en Darregueira se jugó otro partido.
2. ↑  Partido postergado y programado para otra fecha.

#### Segunda Etapa Zona Sur
De los trece (13) equipos participantes, el último de la tabla de posiciones queda eliminado para el resto de la temporada; en tanto que los doce que continúan participando conforman tres grupos de cuatro equipos cada uno; el Grupo A, integrado por el 1°, 6°, 9° y 12°, de la tabla; el Grupo B conformado por el 2°, el 5°, el 8° y el 11°; y el Grupo C, del que participan el 3°, el 4° el 7° y el 10°. Los grupos en definitiva se conforman del siguiente modo:
| Grupo A 1° Unión D. Bernasconi 6° Dep. Alpachiri Estudiantil 9° Huracán 12° Villa Mengelle | Grupo B 2° Pampero 5° Independiente 8° Club Darregueira 11° Argentino Junior | Grupo C 3° Gimnasia y Esgrima 4° Unión (G. Campos) 7° Sportivo y Cultural 10° Unión (V. Iris) |

El certamen comienza el 31 de julio, y finaliza el 11 de septiembre. Los equipos se enfrentan, dentro de su grupo, todos contra todos a dos ruedas.
Al cabo de 6 partidos por conjunto, clasifican a cuartos de final: Los tres ganadores de cada grupo; los tres segundos de cada grupo; y los dos mejores terceros. 

##### Fixturer Grupo A
| Fecha 1 | Fecha 1               | Fecha 1 | Fecha 1          | Fecha 1 | Fecha 1 |
| Día     | Equipo Local          | Goles   | Equipo Visitante | Goles   |         |
| ------- | --------------------- | ------- | ---------------- | ------- | ------- |
| 31/07   | Unión Dep. Bernasconi | 4       | Villa Mengelle   | 0       |         |
| 31/07   | Huracán               | 2       | Dep. Alpachiri   | 4       |         |

| Fecha 2 | Fecha 2             | Fecha 2 | Fecha 2             | Fecha 2 |
| Día     | Equipo Local        | Goles   | Equipo Visitante    | Goles   |
| ------- | ------------------- | ------- | ------------------- | ------- |
| 14/08   | Unión D. Bernasconi | 2       | Huracán             | 0       |
| 14/08   | Villa Mengelle      | 1       | Deportivo Alpachiri | 3       |

| Fecha 3 | Fecha 3        | Fecha 3 | Fecha 3               | Fecha 3 | Fecha 3 |
| Día     | Equipo Local   | Goles   | Equipo Visitante      | Goles   |         |
| ------- | -------------- | ------- | --------------------- | ------- | ------- |
| 21/08   | Dep. Alpachiri | 1       | Unión Dep. Bernasconi | 0       |         |
| 21/08   | Huracán        | 2       | Villa Mengelle        | 1       |         |

| Fecha 4 | Fecha 4               | Fecha 4 | Fecha 4          | Fecha 4 |
| Día     | Equipo Local          | Goles   | Equipo Visitante | Goles   |
| ------- | --------------------- | ------- | ---------------- | ------- |
| 28/08   | Unión Dep. Bernasconi | 1       | Dep. Alpachiri   | 1       |
| 28/08   | Villa Mengelle        | 1       | Huracán          | 2       |

| Fecha 5 | Fecha 5             | Fecha 5 | Fecha 5             | Fecha 5 | Fecha 5 |
| Día     | Equipo Local        | Goles   | Equipo Visitante    | Goles   |         |
| ------- | ------------------- | ------- | ------------------- | ------- | ------- |
| 04/09   | Huracán             | 3       | Unión D. Bernasconi | 2       |         |
| 04/09   | Deportivo Alpachiri | 1       | Villa Mengelle      | 1       |         |

| Fecha 6 | Fecha 6        | Fecha 6 | Fecha 6               | Fecha 6 |
| Día     | Equipo Local   | Goles   | Equipo Visitante      | Goles   |
| ------- | -------------- | ------- | --------------------- | ------- |
| 11/09   | Villa Mengelle | 2       | Unión Dep. Bernasconi | 2       |
| 11/09   | Dep. Alpachiri | 2       | Huracán               | 1       |

| Tabla Posiciones Grupo A |                         |   |   |   |   |    |    |     |     |
| Pos                      | Equipo                  | J | G | E | P | GF | GC | Dif | Pts |
| 1                        | Dep. Alpachiri (C)      | 6 | 4 | 2 | 0 | 12 | 6  | 6   | 14  |
| 2                        | Huracán (C)             | 6 | 3 | 0 | 2 | 10 | 12 | -2  | 9   |
| 3                        | Unión D. Bernasconi (C) | 6 | 2 | 2 | 2 | 11 | 7  | 4   | 8   |
| 4                        | Villa Mengelle          | 6 | 0 | 2 | 4 | 6  | 14 | -8  | 2   |

| (C) | Clasificado a cuartos de final. |

| Goleadores | Goleadores       | Goleadores          | Goleadores |
| N°         | Jugador          | Equipo              | G          |
| ---------- | ---------------- | ------------------- | ---------- |
| 1          | Lautaro Díaz     | Huracán             | 4          |
| 1          | Jeremías Lucero  | Bernasconi          | 4          |
| 1          | Tomas Matir      | Villa Mengelle      | 4          |
| 4          | Maximiliano Lara | Deportivo Alpachiri | 3          |
| 4          | Lautaro Quijada  | Huracán             | 3          |

##### Fixturer Grupo B
| Fecha 1 | Fecha 1                  | Fecha 1 | Fecha 1          | Fecha 1 | Fecha 1 |
| Día     | Equipo Local             | Goles   | Equipo Visitante | Goles   |         |
| ------- | ------------------------ | ------- | ---------------- | ------- | ------- |
| 31/07   | Club Darregueira         | 0       | Pampero          | 1       |         |
| 31/07   | Independiente (J. Arauz) | 1       | Argentino Junior | 0       |         |

| Fecha 2 | Fecha 2          | Fecha 2 | Fecha 2                  | Fecha 2 |
| Día     | Equipo Local     | Goles   | Equipo Visitante         | Goles   |
| ------- | ---------------- | ------- | ------------------------ | ------- |
| 14/08   | Club Darregueira | 4       | Independiente (J. Arauz) | 2       |
| 14/08   | Pampero          | 5       | Argentino Junior         | 1       |

| Fecha 3 | Fecha 3                  | Fecha 3 | Fecha 3          | Fecha 3 | Fecha 3 |
| Día     | Equipo Local             | Goles   | Equipo Visitante | Goles   |         |
| ------- | ------------------------ | ------- | ---------------- | ------- | ------- |
| 21/08   | Independiente (J. Arauz) | 3       | Pampero          | 1       |         |
| 21/08   | Argentino Junior         | 1       | Club Darregueira | 1       |         |

| Fecha 4 | Fecha 4          | Fecha 4 | Fecha 4                  | Fecha 4 |
| Día     | Equipo Local     | Goles   | Equipo Visitante         | Goles   |
| ------- | ---------------- | ------- | ------------------------ | ------- |
| 28/08   | Pampero          | 2       | Independiente (J. Arauz) | 0       |
| 28/08   | Club Darregueira | 1       | Argentino Junior         | 3       |

| Fecha 5 | Fecha 5                  | Fecha 5 | Fecha 5          | Fecha 5 | Fecha 5 |
| Día     | Equipo Local             | Goles   | Equipo Visitante | Goles   |         |
| ------- | ------------------------ | ------- | ---------------- | ------- | ------- |
| 04/09   | Argentino Junior         | 2       | Pampero          | 1       |         |
| 04/09   | Independiente (J. Arauz) | 1       | Club Darregueira | 2       |         |

| Fecha 6 | Fecha 6          | Fecha 6 | Fecha 6                  | Fecha 6 |
| Día     | Equipo Local     | Goles   | Equipo Visitante         | Goles   |
| ------- | ---------------- | ------- | ------------------------ | ------- |
| 11/09   | Pampero          | 1       | Club Darregueira         | 0       |
| 11/09   | Argentino Junior | 2       | Independiente (J. Arauz) | 0       |

| Tabla Posiciones Grupo B |                          |   |   |   |   |    |    |     |     |
| Pos                      | Equipo                   | J | G | E | P | GF | GC | Dif | Pts |
| 1                        | Pampero (Guatraché) (C)  | 6 | 4 | 0 | 2 | 11 | 6  | 5   | 12  |
| 2                        | Argentino Junior (C)     | 6 | 3 | 1 | 2 | 9  | 9  | 0   | 10  |
| 3                        | Club Darregueira         | 6 | 2 | 1 | 3 | 8  | 9  | 0   | 7   |
| 4                        | Independiente (J. Arauz) | 6 | 2 | 0 | 3 | 7  | 1  | -4  | 6   |

| (C) | Clasificado a cuartos de final. |

| Goleadores | Goleadores          | Goleadores       | Goleadores |
| N°         | Jugador             | Equipo           | G          |
| ---------- | ------------------- | ---------------- | ---------- |
| 1          | Nahuel Cornou       | Club Darregueira | 5          |
| 2          | Esteban Zurita      | Argentino        | 4          |
| 3          | Cristian Klobertanz | Pampero          | 3          |
| 3          | Leonel Martens      | Independiente    | 3          |

##### Fixturer Grupo C
| Fecha 1 | Fecha 1            | Fecha 1 | Fecha 1             | Fecha 1 | Fecha 1 |
| Día     | Equipo Local       | Goles   | Equipo Visitante    | Goles   |         |
| ------- | ------------------ | ------- | ------------------- | ------- | ------- |
| 31/07   | Unión (G. Campos)  | 1       | Unión (V. Iris)     | 1       |         |
| 31/07   | Gimnasia y Esgrima | 0       | Sportivo y Cultural | 0       |         |

| Fecha 2 | Fecha 2           | Fecha 2 | Fecha 2             | Fecha 2 |
| Día     | Equipo Local      | Goles   | Equipo Visitante    | Goles   |
| ------- | ----------------- | ------- | ------------------- | ------- |
| 14/08   | Unión (V. Iris)   | 3       | Sportivo y Cultural | 2       |
| 14/08   | Unión (G. Campos) | 0       | Gimnasia y Esgrima  | 1       |

| Fecha 3 | Fecha 3             | Fecha 3 | Fecha 3           | Fecha 3 | Fecha 3 |
| Día     | Equipo Local        | Goles   | Equipo Visitante  | Goles   |         |
| ------- | ------------------- | ------- | ----------------- | ------- | ------- |
| 21/08   | Sportivo y Cultural | 0       | Unión (G. Campos) | 3       |         |
| 21/08   | Gimnasia y Esgrima  | 3       | Unión (V. Iris)   | 2       |         |

| Fecha 4 | Fecha 4           | Fecha 4 | Fecha 4             | Fecha 4 |
| Día     | Equipo Local      | Goles   | Equipo Visitante    | Goles   |
| ------- | ----------------- | ------- | ------------------- | ------- |
| 28/08   | Unión (G. Campos) | 3       | Sportivo y Cultural | 0       |
| 28/08   | Unión (V. Iris)   | 0       | Gimnasia y Esgrima  | 2       |

| Fecha 5 | Fecha 5             | Fecha 5 | Fecha 5           | Fecha 5 | Fecha 5 |
| Día     | Equipo Local        | Goles   | Equipo Visitante  | Goles   |         |
| ------- | ------------------- | ------- | ----------------- | ------- | ------- |
| 04/09   | Gimnasia y Esgrima  | 2       | Unión (G. Campos) | 0       |         |
| 04/09   | Sportivo y Cultural | 0       | Unión (V. Iris)   | 2       |         |

| Fecha 6 | Fecha 6             | Fecha 6 | Fecha 6            | Fecha 6 |
| Día     | Equipo Local        | Goles   | Equipo Visitante   | Goles   |
| ------- | ------------------- | ------- | ------------------ | ------- |
| 11/09   | Unión (V. Iris)     | 1       | Unión (G. Campos)  | 0       |
| 11/09   | Sportivo y Cultural | 2       | Gimnasia y Esgrima | 4       |

| Tabla Posiciones Grupo C |                        |   |   |   |   |    |    |     |     |
| Pos                      | Equipo                 | J | G | E | P | GF | GC | Dif | Pts |
| 1                        | Gimnasia y Esgrima (C) | 6 | 5 | 1 | 0 | 12 | 4  | 8   | 16  |
| 2                        | Unión (V. Iris) (C)    | 6 | 3 | 1 | 2 | 9  | 8  | 1   | 10  |
| 3                        | Unión (G. Campos) (C)  | 6 | 2 | 1 | 3 | 7  | 5  | 2   | 7   |
| 4                        | Sportivo y Cultural    | 6 | 0 | 1 | 2 | 4  | 15 | -11 | 1   |

| (C) | Clasificado a cuartos de final. |

| Goleadores | Goleadores  | Goleadores          | Goleadores |
| N°         | Jugador     | Equipo              | G          |
| ---------- | ----------- | ------------------- | ---------- |
| 1          | Ariel Jara  | Unión de Villa iris | 4          |
| 2          | Tomás Trech | Gimnasia y Esgrima  | 3          |

##### Tabla de clasificados a cuartos de final
Con los ocho clasificados se confecciona la tabla para los cuartos de final, tomando los ganadores de cada grupo las posiciones 1 a 3; los segundos los puestos 4 a 6; y los terceros las posiciones 7 y 8.
| Tabla de Primeros | Tabla de Primeros | Tabla de Primeros   | Tabla de Primeros |
| Pos               | Condición         | Equipo              | Pts               |
| ----------------- | ----------------- | ------------------- | ----------------- |
| 1°                | Mejor Primero     | Gimnasia y Esgrima  | 16                |
| 2°                | Segundo Primero   | Deportivo Alpachiri | 14                |
| 3°                | Tercer Primero    | Pampero             | 12                |

| Tabla de Segundos | Tabla de Segundos | Tabla de Segundos | Tabla de Segundos |
| Pos               | Condición         | Equipo            | Pts               |
| ----------------- | ----------------- | ----------------- | ----------------- |
| 4°                | Mejor Segundo     | Unión (V. Iris)   | 10                |
| 5°                | Segundo Segundo   | Argentino Juniors | 10                |
| 6°                | Tercer Segundo    | Huracán           | 9                 |

| Tabla de Terceros | Tabla de Terceros | Tabla de Terceros   | Tabla de Terceros |
| Pos               | Condición         | Equipo              | Pts               |
| ----------------- | ----------------- | ------------------- | ----------------- |
| 7°                | Mejor tercero     | Unión D. Bernasconi | 8                 |
| 8°                | Segundo tercero   | Unión (G. Campos)   | 7                 |

##### Cuartos de final
| Ida   | Ida                 | Ida   | Ida                | Ida   | Ida |
| Día   | Equipo Local        | Goles | Equipo Visitante   | Goles |     |
| ----- | ------------------- | ----- | ------------------ | ----- | --- |
| 25/09 | Unión (G. Campos)   | 0     | Gimnasia y Esgrima | 0     |     |
| 25/09 | Argentino Junior    | 1     | Unión (Villa Iris) | 0     |     |
| 25/09 | Unión D. Bernasconi | 3     | Dep. Alpachiri     | 0     |     |
| 25/09 | Huracán             | 1     | Pampero            | 0     |     |

| Vuelta | Vuelta             | Vuelta | Vuelta              | Vuelta |
| Día    | Equipo Local       | Goles  | Equipo Visitante    | Goles  |
| ------ | ------------------ | ------ | ------------------- | ------ |
| 02/10  | Gimnasia y Esgrima | 0      | Unión (G. Campos)   | 2      |
| 02/10  | Unión (Villa Iris) | 1      | Argentino Junior    | 0      |
| 02/10  | Dep. Alpachiri     | 1      | Unión D. Bernasconi | 1      |
| 02/10  | Pampero            | 2      | Huracán             | 0      |

##### Semifinales
| Ida   | Ida                   | Ida   | Ida                | Ida   | Ida |
| Día   | Equipo Local          | Goles | Equipo Visitante   | Goles |     |
| ----- | --------------------- | ----- | ------------------ | ----- | --- |
| 07/10 | Unión Dep. Bernasconi | 2     | Unión (Villa Iris) | 0     |     |
| 10/10 | Unión (G. Campos)     | 0     | Pampero            | 1     |     |

| Vuelta | Vuelta                | Vuelta | Vuelta             | Vuelta |
| Día    | Equipo Local          | Goles  | Equipo Visitante   | Goles  |
| ------ | --------------------- | ------ | ------------------ | ------ |
| 10/10  | Unión Dep. Bernasconi | 1      | Unión (Villa Iris) | 1      |
| 16/10  | Pampero               | 4      | Unión (G. Campos)  | 3      |

##### Final segunda etapa Zona Sur
| Ida   | Ida                   | Ida   | Ida              | Ida   | Ida |
| Día   | Equipo Local          | Goles | Equipo Visitante | Goles |     |
| ----- | --------------------- | ----- | ---------------- | ----- | --- |
| 19/10 | Unión Dep. Bernasconi | 1     | Pampero          | 0     |     |

| Vuelta | Vuelta       | Vuelta | Vuelta                | Vuelta |
| Día    | Equipo Local | Goles  | Equipo Visitante      | Goles  |
| ------ | ------------ | ------ | --------------------- | ------ |
| 26/10  | Pampero      | 2      | Unión Dep. Bernasconi | 3      |

###### Cuadro Final
|  | Cuartos de final  | Cuartos de final     | Cuartos de final  | Cuartos de final      | Cuartos de final  |   |   | Semifinales             | Semifinales             | Semifinales             | Semifinales             | Semifinales             |  |   | Final           | Final           | Final           | Final           | Final           |  |
|  | 25/9 y 02/10/2022 | 25/9 y 02/10/2022    | 25/9 y 02/10/2022 | 25/9 y 02/10/2022     | 25/9 y 02/10/2022 |   |   | 07 - 10/10 y 16/10/2022 | 07 - 10/10 y 16/10/2022 | 07 - 10/10 y 16/10/2022 | 07 - 10/10 y 16/10/2022 | 07 - 10/10 y 16/10/2022 |  |   | 19 y 26/10/2022 | 19 y 26/10/2022 | 19 y 26/10/2022 | 19 y 26/10/2022 | 19 y 26/10/2022 |  |
|  |                   |                      |                   |                       |                   |   |   |                         |                         |                         |                         |                         |  |   |                 |                 |                 |                 |                 |  |
|  |                   |                      |                   |                       |                   |   |   |                         |                         |                         |                         |                         |  |   |                 |                 |                 |                 |                 |  |
|  | 3                 | Pampero              | 0                 | 2                     | -                 |   |   |                         |                         |                         |                         |                         |  |   |                 |                 |                 |                 |                 |  |
|  | 3                 | Pampero              | 0                 | 2                     | -                 |   |   |                         |                         |                         |                         |                         |  |   |                 |                 |                 |                 |                 |  |
|  | 6                 | Huracán              | 1                 | 0                     | -                 |   |   |                         |                         |                         |                         |                         |  |   |                 |                 |                 |                 |                 |  |
|  | 6                 | Huracán              | 1                 | 0                     | -                 |   | 3 | Pampero                 | 1                       | 4                       | -                       |                         |  |   |                 |                 |                 |                 |                 |  |
|  |                   |                      |                   |                       |                   |   | 3 | Pampero                 | 1                       | 4                       | -                       |                         |  |   |                 |                 |                 |                 |                 |  |
|  |                   |                      | 8                 | Unión (G.Campos)      | 0                 | 3 | - |                         |                         |                         |                         |                         |  |   |                 |                 |                 |                 |                 |  |
|  | 1                 | Gimnasia y Esgrima   | 8                 | Unión (G.Campos)      | 0                 | 3 | - | 0                       | 0                       | -                       |                         |                         |  |   |                 |                 |                 |                 |                 |  |
|  | 1                 | Gimnasia y Esgrima   |                   |                       |                   |   |   |                         |                         | -                       |                         |                         |  |   |                 |                 |                 |                 |                 |  |
|  | 8                 | Unión (Gral. Campos) | 0                 | 2                     | -                 |   |   |                         |                         |                         |                         |                         |  |   |                 |                 |                 |                 |                 |  |
|  | 8                 | Unión (Gral. Campos) | 0                 | 2                     | -                 |   |   |                         |                         |                         |                         |                         |  | 3 | Pampero         | 0               | 2               | -               |                 |  |
|  |                   |                      |                   |                       |                   |   |   |                         |                         |                         |                         |                         |  | 3 | Pampero         | 0               | 2               | -               |                 |  |
|  |                   |                      | 7                 | Unión Dep. Bernasconi | 1                 | 3 | - |                         |                         |                         |                         |                         |  |   |                 |                 |                 |                 |                 |  |
|  | 4                 | Unión (Villa Iris)   | 7                 | Unión Dep. Bernasconi | 1                 | 3 | - | 0                       | 1                       | -                       |                         |                         |  |   |                 |                 |                 |                 |                 |  |
|  | 4                 | Unión (Villa Iris)   |                   |                       |                   |   |   |                         |                         | -                       |                         |                         |  |   |                 |                 |                 |                 |                 |  |
|  | 5                 | Argentino Junior     | 1                 | 0                     | -                 |   |   |                         |                         |                         |                         |                         |  |   |                 |                 |                 |                 |                 |  |
|  | 5                 | Argentino Junior     | 1                 | 0                     | -                 |   | 4 | Unión (Villa Iris)      | 0                       | 1                       | -                       |                         |  |   |                 |                 |                 |                 |                 |  |
|  |                   |                      |                   |                       |                   |   | 4 | Unión (Villa Iris)      | 0                       | 1                       | -                       |                         |  |   |                 |                 |                 |                 |                 |  |
|  |                   |                      | 7                 | Unión Dep. Bernasconi | 2                 | 1 | - |                         |                         |                         |                         |                         |  |   |                 |                 |                 |                 |                 |  |
|  | 2                 | Deportivo Alpachiri  | 7                 | Unión Dep. Bernasconi | 2                 | 1 | - | 0                       | 1                       | -                       |                         |                         |  |   |                 |                 |                 |                 |                 |  |
|  | 2                 | Deportivo Alpachiri  |                   |                       |                   |   |   |                         |                         | -                       |                         |                         |  |   |                 |                 |                 |                 |                 |  |
|  | 7                 | Unión D. Bernasconi  | 3                 | 1                     | -                 |   |   |                         |                         |                         |                         |                         |  |   |                 |                 |                 |                 |                 |  |
|  | 7                 | Unión D. Bernasconi  | 3                 | 1                     | -                 |   |   |                         |                         |                         |                         |                         |  |   |                 |                 |                 |                 |                 |  |
|  |                   |                      |                   |                       |                   |   |   |                         |                         |                         |                         |                         |  |   |                 |                 |                 |                 |                 |  |

Nota: Los equipos mencionados en la línea superior, definen cada serie de local.

Nota: Los equipos mencionados en negrita avanzaron a la etapa siguiente.

## Final de Liga
Determinados los campeones de las Zona Norte y Zona Sur, ambos se enfrentaron en la Final de Liga 2022, en una serie a partidos de ida y vuelta sin ventajas ni deportiva, ni de localía, debiendo sortearse la condición de local para jugar el partido de vuelta.
|  | Final           |                       |   |   |     |  |
|  | 16 y 23/11/2022 |                       |   |   |     |  |
|  |                 |                       |   |   |     |  |
|  | 1               | All Boys              | 0 | 4 | (4) |  |
|  | 1               | All Boys              | 0 | 4 | (4) |  |
|  | 2               | Unión Dep. Bernasconi | 3 | 1 | (5) |  |
|  | 2               | Unión Dep. Bernasconi | 3 | 1 | (5) |  |

## Torneo de Primera B
En la Zona Norte, se juega también el torneo de Primera "B". Los clubes participantes juegan por un ascenso directo a la Primera División de la Liga Cultural 2023, derecho que será adquirido por el campeón. En tanto que el subcampeón obtendrá el derecho a jugar una serie de promoción contra el anteúltimo de dicha categoría, por un ascenso/descenso a la temporada 2023.

### Clubes Participantes
Del certamen, participan doce (12) clubes de la Provnicia de La Pampa, que representan a siete (7) ciudades / localidades.  Los clubes intervnientes son los siguientes:
| Club                                   | L | Fund       | Grupo | Loc           | Prov     | Estadio                   |
| -------------------------------------- | - | ---------- | ----- | ------------- | -------- | ------------------------- |
| Club Deportivo Cochicó                 |   | 19/02/1923 | A     | Victorica     | La Pampa | Domingo Aranda Valenzuela |
| Club Social Deportivo y Cultural Telén |   | 05/12/1940 | A     | Telén         | La Pampa |                           |
| Club Sportivo Luan Toro                |   | 23/08/1930 | A     | Luan Toro     | La Pampa | Inocencio Medina          |
| Club Juventud Unida                    |   | 16/09/1959 | A     | Santa Isabel  | La Pampa |                           |
| Club Deportivo Carro Quemado           |   |            | A     | Carro Quemado | La Pampa |                           |
| Club Deportivo Centro Oeste            |   |            | A     | Santa Rosa    | La Pampa |                           |
| Club Domingo Faustino Sarmiento        |   | 17/04/1955 | B     | Santa Rosa    | La Pampa | Juan Alejo Suárez Cepeda  |
| Asoc. Matadero por la Lealtad          |   |            | B     | Santa Rosa    | La Pampa |                           |
| Asociación Social y Deportiva El Elyon |   | 14/07/2010 | B     | Santa Rosa    | La Pampa | El Paraíso                |
| Club La Barranca                       |   |            | B     | Santa Rosa    | La Pampa |                           |
| Club Deportivo Matadero                |   | 17/02/2020 | B     | Santa Rosa    | La Pampa |                           |
| Club Unión General Acha                |   |            | B     | General Acha  | La Pampa |                           |

### Sorteo del Torneo
Al igual que para el campeonato de primera división, el sorteo se realizó el 18 de marzo, en el Teatro Padre Ángel Buodo, de la ciudad de General Acha.

### Desarrollo del Torneo
El torneo se disputa, bajo una modalidad mixta de competencia, en tres etapas. La primera y segunda etapa se disputan mediante la modalidad de Liga. La tercera etapa se juega mediante la modalidad de Playoff o Copa.

#### Primera etapa
Se conforman dos grupos de seis (6) equipos cada uno; en los que los equipos integrantes se determinaron por el criterio de la cercanía geográfica. Así el Grupo A "Oeste", quedó confirmado por cinco (5) equipos del oeste provincial y uno de Santa Rosa; y el Grupo B "Centro Sur", integrado por cinco (5) equipos de Santa Rosa y uno de General Acha.

Los equipos se enfrentan, dentro de su grupo, todos contra todos, a dos ruedas invirtiéndose en la segunda rueda, la condición de local. Al cabo de ambas mangas, clasifican a la segunda etapa del primero al cuarto de cada grupo. El certamen se inicia el 1 de mayo de 2022 y finaliza el 17 de julio.

| Primera B Primera Etapa Grupo A |                         |    |   |   |   |    |    |     |
| Pos                             | Equipo                  | J  | G | E | P | GF | GC | Pts |
| 1                               | Cochicó (C)             | 10 | 6 | 3 | 1 | 23 | 7  | 21  |
| 2                               | Sportivo Luan Toro (C)  | 10 | 6 | 2 | 2 | 21 | 10 | 20  |
| 3                               | Centro Oeste (C)        | 10 | 3 | 5 | 2 | 13 | 11 | 14  |
| 4                               | Deportivo Telén (C)     | 10 | 3 | 3 | 4 | 11 | 13 | 12  |
| 5                               | Deportivo Carro Quemado | 10 | 1 | 4 | 5 | 10 | 21 | 7   |
| 5                               | Juventud Unida          | 10 | 2 | 1 | 7 | 7  | 23 | 7   |

| (C) | Clasificados a la segunda etapa. |

| Primera B Primera Etapa Grupo B |                             |    |   |   |    |    |    |     |
| Pos                             | Equipo                      | J  | G | E | P  | GF | GC | Pts |
| 1                               | Deportivo Matadero (C)      | 10 | 7 | 3 | 0  | 20 | 5  | 24  |
| 2                               | Sarmiento (C)               | 10 | 5 | 2 | 3  | 19 | 15 | 17  |
| 3                               | Matadero por la Lealtad (C) | 10 | 5 | 1 | 4  | 16 | 15 | 16  |
| 4                               | La Barranca (C)             | 10 | 4 | 3 | 3  | 13 | 13 | 15  |
| 5                               | Unión de General Acha       | 10 | 4 | 1 | 5  | 17 | 19 | 13  |
| 6                               | El Elyon                    | 10 | 0 | 0 | 10 | 5  | 23 | 0   |

| (C) | Clasificados a la segunda etapa. |

#### Segunda etapa
Los ocho (8) equipos clasificados conforman dos grupos integrados por cuatro equipos cada uno. Primero y tercero del grupo B, y segundo y cuarto del grupo A, conformaron el grupo 1. Mientras que primero y tercero del grupo A, y segundo y cuarto del grupo B, integraron el grupo 2. Los equipos se enfretan, dentro de su grupo, todos contra todos, a dos ruedas invirtiéndose en la segunda rueda, la condición de local. El certamén se inicia el 31 de jluo de 2022.

| Primera B Segunda Etapa Grupo 1 |                         |   |   |   |   |    |    |     |
| Pos                             | Equipo                  | J | G | E | P | GF | GC | Pts |
| 1                               | Deportivo Matadero (C)  | 5 | 4 | 0 | 1 | 12 | 3  | 12  |
| 2                               | Sportivo Luan Toro (C)  | 5 | 2 | 1 | 2 | 10 | 8  | 7   |
| 3                               | Matadero por la Lealtad | 5 | 1 | 2 | 6 | 10 | -4 | 5   |
| 4                               | Deportivo Telén         | 5 | 0 | 2 | 3 | 3  | 12 | 2   |

| (C) | Clasificados a semifinales. |

| Primera B Segunda Etapa Grupo 2 |               |   |   |   |   |    |    |     |
| Pos                             | Equipo        | J | G | E | P | GF | GC | Pts |
| 1                               | Sarmiento (C) | 5 | 3 | 1 | 1 | 10 | 7  | 10  |
| 2                               | Cochicó (C)   | 5 | 2 | 2 | 1 | 8  | 8  | 8   |
| 3                               | Centro Oeste  | 5 | 1 | 3 | 1 | 7  | 7  | 5   |
| 4                               | La Barranca   | 5 | 0 | 2 | 3 | 6  | 9  | 2   |

| (C) | Clasificados a semifinales. |

#### Etapa final
|  | Semifinales             | Semifinales             | Semifinales             | Semifinales             | Semifinales             |   |                    | Final              | Final           | Final           | Final           | Final           |  |
|  | 02/10 - 09 y 10/10/2022 | 02/10 - 09 y 10/10/2022 | 02/10 - 09 y 10/10/2022 | 02/10 - 09 y 10/10/2022 | 02/10 - 09 y 10/10/2022 |   |                    | 16 y 23/10/2022    | 16 y 23/10/2022 | 16 y 23/10/2022 | 16 y 23/10/2022 | 16 y 23/10/2022 |  |
|  |                         |                         |                         |                         |                         |   |                    |                    |                 |                 |                 |                 |  |
|  |                         |                         |                         |                         |                         |   |                    |                    |                 |                 |                 |                 |  |
|  | Sarmiento               | Sarmiento               | 2                       | 1                       | (4)                     |   |                    |                    |                 |                 |                 |                 |  |
|  | Sarmiento               | Sarmiento               | 2                       | 1                       | (4)                     |   |                    |                    |                 |                 |                 |                 |  |
|  | Sportivo Luan Toro      | Sportivo Luan Toro      | 1                       | 2                       | (5)                     |   |                    |                    |                 |                 |                 |                 |  |
|  | Sportivo Luan Toro      | Sportivo Luan Toro      | 1                       | 2                       | (5)                     |   | Sportivo Luan Toro | Sportivo Luan Toro | 1               | 1               |                 |                 |  |
|  |                         |                         |                         |                         |                         |   | Sportivo Luan Toro | Sportivo Luan Toro | 1               | 1               |                 |                 |  |
|  |                         |                         | Deportivo Matadero      | Deportivo Matadero      | 3                       | 1 |                    |                    |                 |                 |                 |                 |  |
|  | Deportivo Matadero      | Deportivo Matadero      | Deportivo Matadero      | Deportivo Matadero      | 3                       | 1 | 0                  | 2                  |                 |                 |                 |                 |  |
|  | Deportivo Matadero      | Deportivo Matadero      |                         |                         |                         |   | 0                  | 2                  |                 |                 |                 |                 |  |
|  | Cochicó                 | Cochicó                 | 0                       | 0                       |                         |   |                    |                    |                 |                 |                 |                 |  |
|  | Cochicó                 | Cochicó                 | 0                       | 0                       |                         |   |                    |                    |                 |                 |                 |                 |  |
|  |                         |                         |                         |                         |                         |   |                    |                    |                 |                 |                 |                 |  |

Nota: Los equipos mencionados en la línea superior, definen cada serie de local.

Nota: Los equipos mencionados en negrita avanzaron a la etapa siguiente.

Nota: Se sorteó la localía, del partido de vuelta de la final.

#### Promoción
Fue disputada por el anteúltimo de la Tabla General de Posiciones de la Zona Norte, y el subcampeón del Torneo de Primera "B". La serie comenzó en la localidad de Luan Toro el 6 de noviembre de 2022. El partido final inicialmente estaba programado para disputarse el día 13 del mismo mes en el estadio del Club Deportivo Penales, pero por cuestiones climáticas se disputó en la ciudad de Santa Rosa el día 19 de noviembre de 2022 en el Estadio Nuevo Rancho Grande, perteneciente al Club General Belgrano.
|  | Promoción       |                    |   |   |   |  |
|  | 06 y 19/11/2022 |                    |   |   |   |  |
|  |                 |                    |   |   |   |  |
|  | 1               | Deportivo Penales  | 0 | 2 | - |  |
|  | 1               | Deportivo Penales  | 0 | 2 | - |  |
|  | 2               | Sportivo Luan Toro | 1 | 0 | - |  |
|  | 2               | Sportivo Luan Toro | 1 | 0 | - |  |

De esta forma el Club Deportivo Penales permaneció en la Primera "A", y el Club Sportivo Luan Toro continuará en la categoría Primera "B" para la próxima temporada.